# Castillo de Vik
El Castillo de Vik (Viks slott) se sitúa en el municipio de Uppsala, en el distrio de Balingsta en el condado de Uppsala, en la provincia histórica de Uppland, Suecia. El nombre del castillo a veces es escrito como Wik o Wijk, según las antiguas reglas de ortografía sueca.

## Historia
El castillo fue construido en el siglo XV, a la manera de una gran casa torre, en las proximidades de la comunidad de Balingsta. Históricamente, era parte del Hagunda (härad), que abarcaba parte del actual territorio del municipio de Enköping y del municipio de Uppsala (kommun), ambos se encuentran hoy en el condado de Uppsala (län). Los principales materiales del castillo son la piedra y el ladrillo.
Los terrenos del castillo incluyen otras estructuras históricamente valiosas. El castillo experimentó varios esfuerzos de renovación durante el siglo XIX, algunos de ellos basados en los planes de arquitecto sueco Fredrik Wilhelm Scholander (1816-1881). El Castillo de Vik fue declarado monumento nacional sueco el 3 de diciembre de 1982.
El Castillo de Vik fue el lugar de nacimiento de Svante Arrhenius, ganador del Premio Nobel de Química en 1903.
En 1973 y 1974, los interiores del castillo fueron utilizados para grabar Antik Musik På Wik ('Música Antigua en Wik'), un álbum de música medieval y renacentista interpretada por el conjunto de música de época sueco Joculatores Upsalienses. El álbum fue publicado por el sello discográfico sueco BIS en 1974.
Actualmente, el castillo sirve principalmente como centro de conferencias, y también ofrece acomodo, con más de 86 camas para visitantes. Vik es generalmente considerado el castillo medieval mejor conservado de Suecia.

## Galería

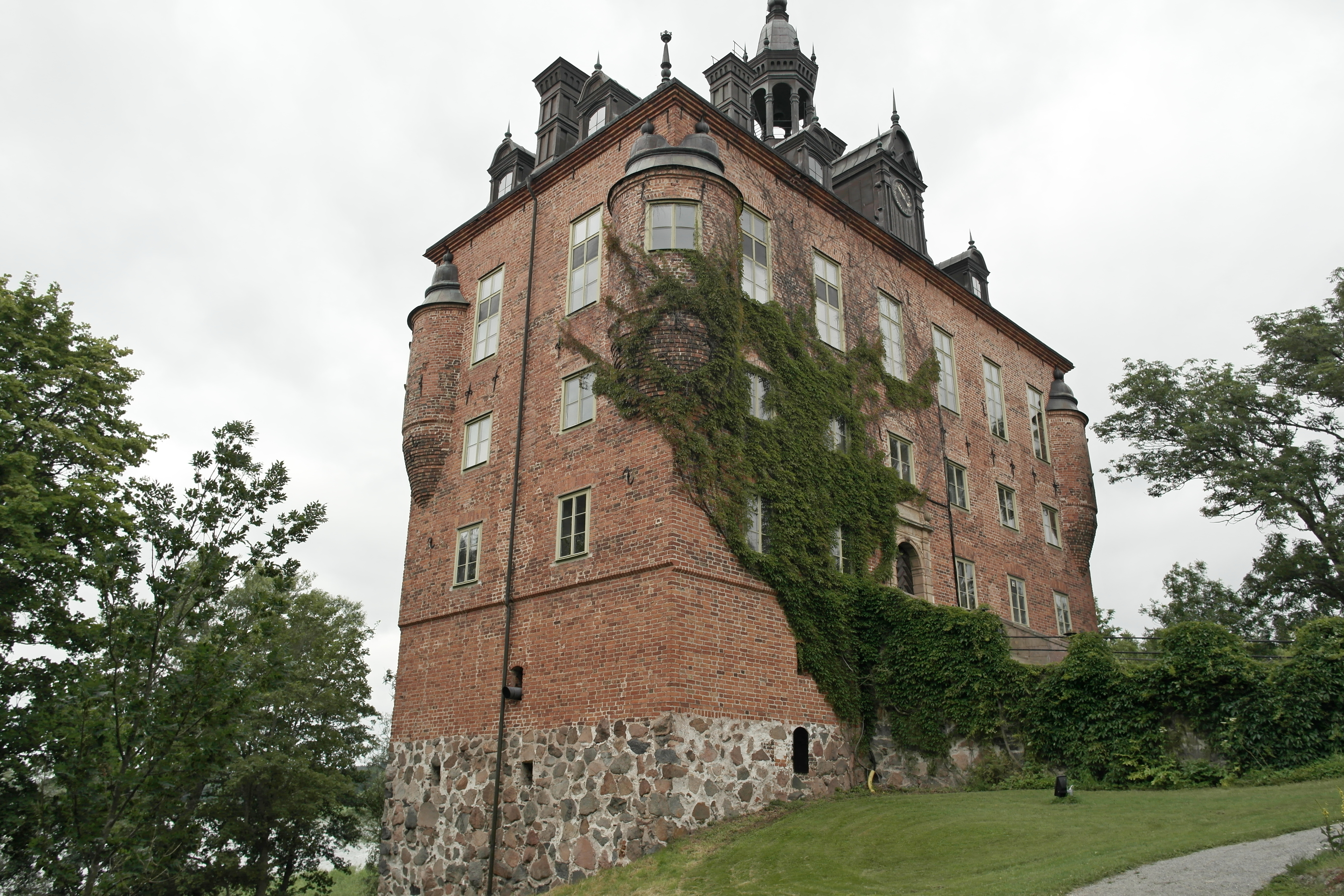
Vista del frente del castillo desde el lado este (julio de 2012)
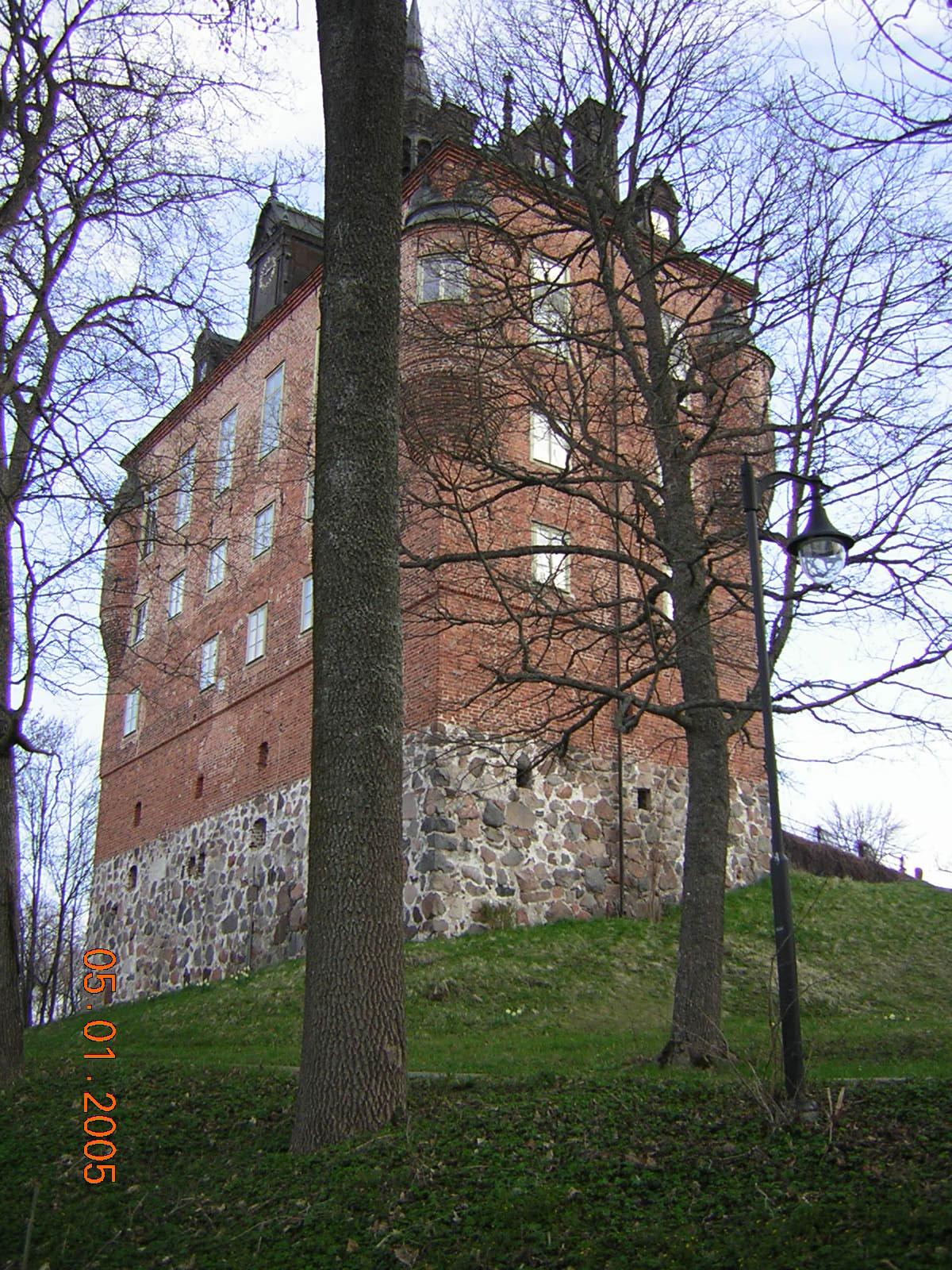
Parte trasera del Castillo de Vik, cerca de la orilla del lago (2005)
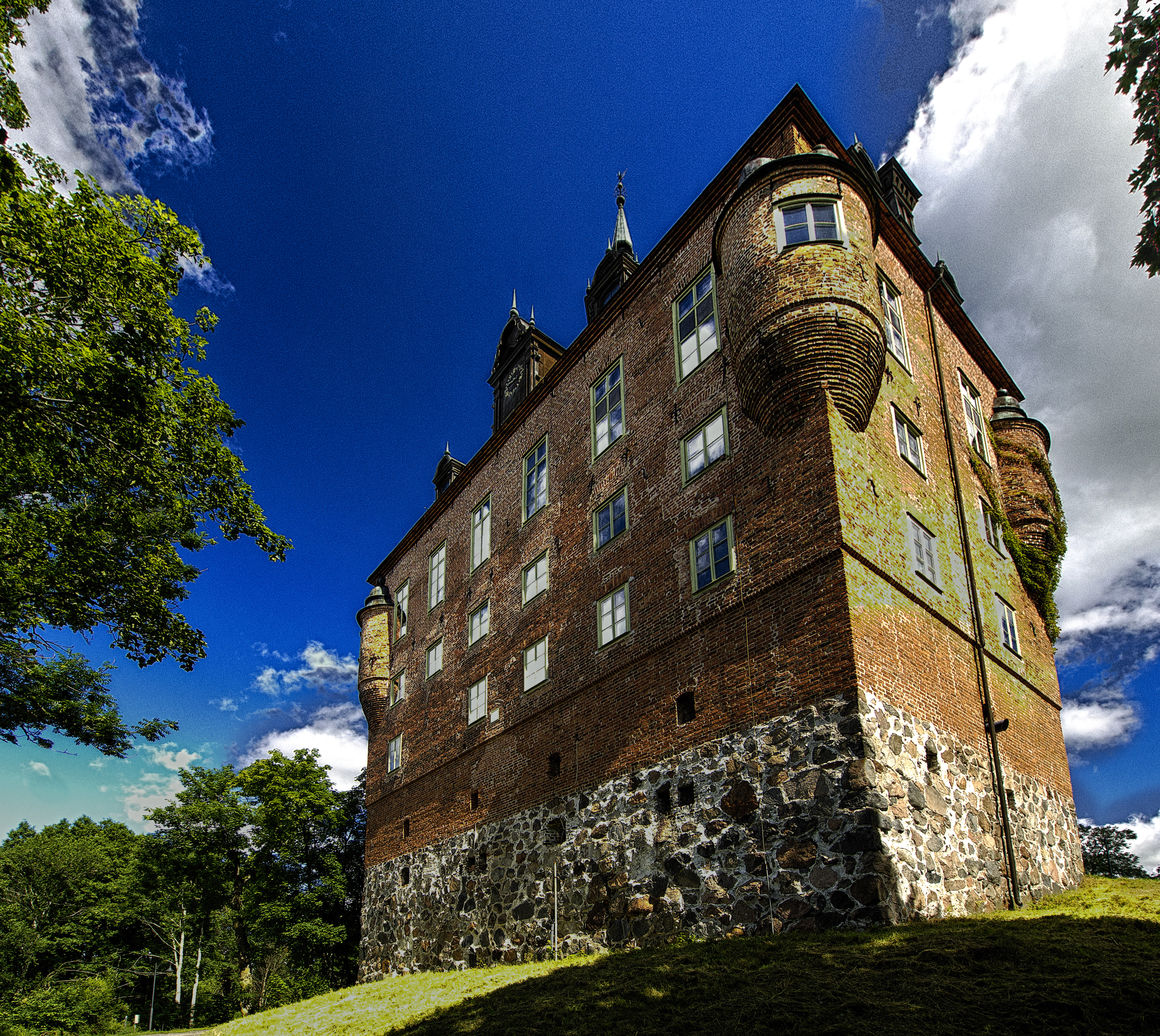
Parte trasera del Castillo de Vik, primer plano (julio de 2012)
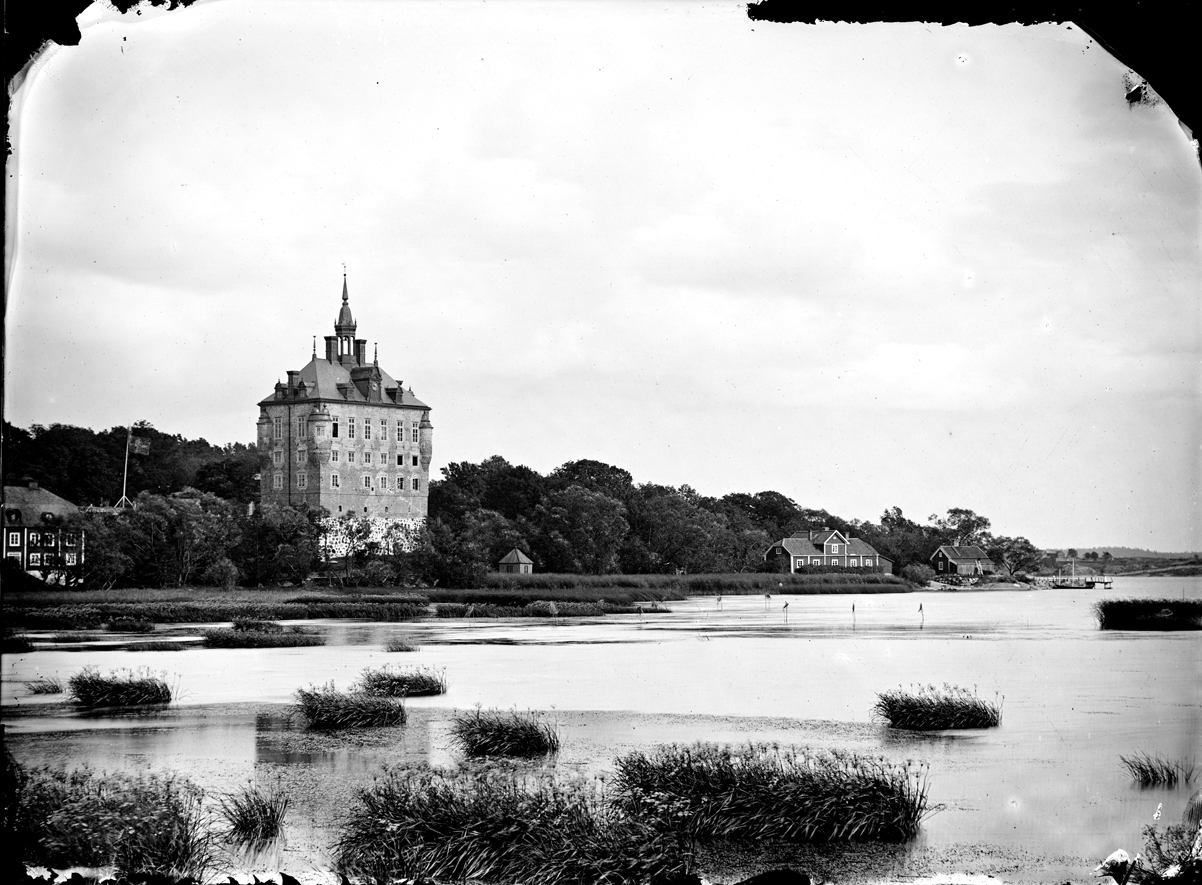
Vista de época del Castillo de Vik desde el sudoeste, a través del lago (diciembre de 1864)
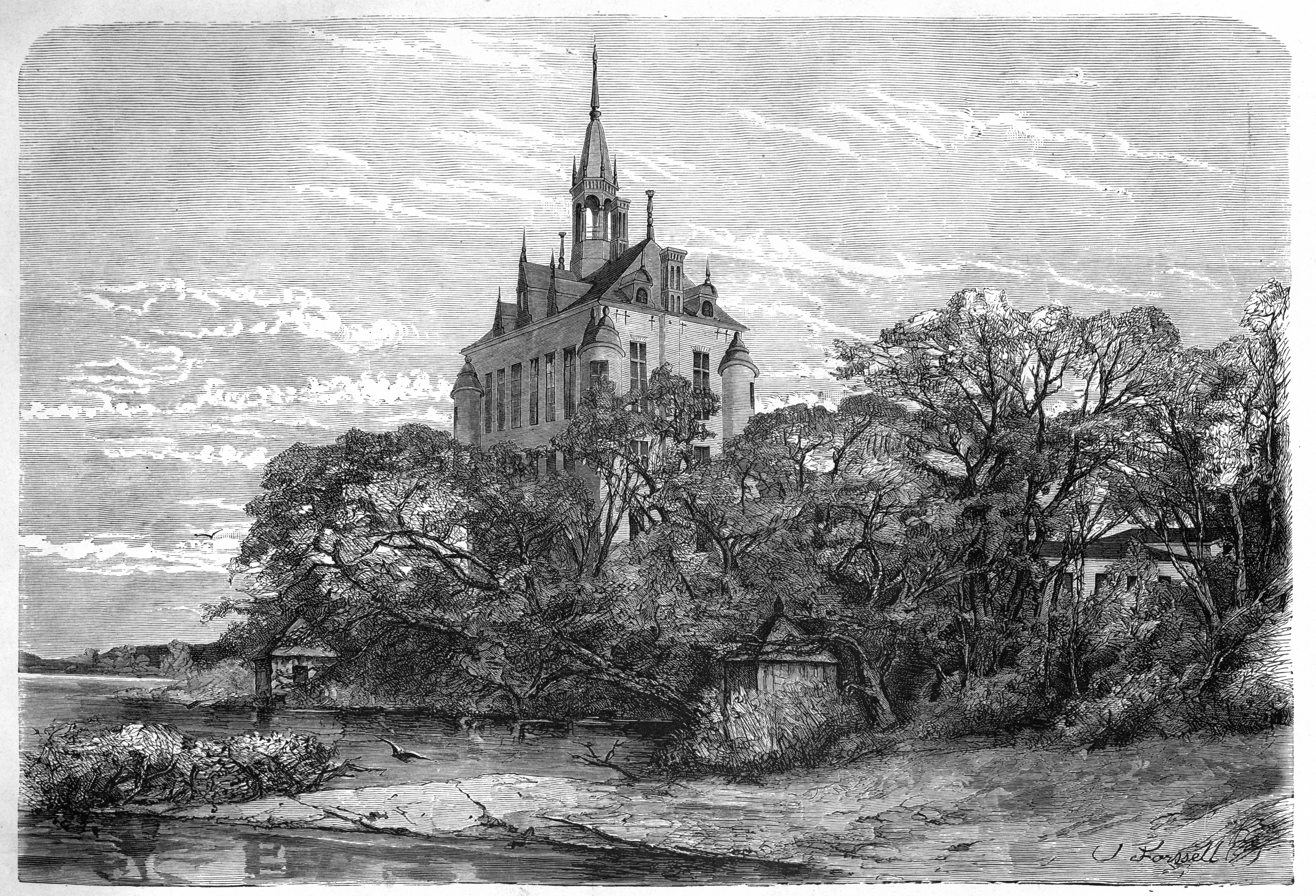
Vista de época de la parte trasera del Castillo de Vik (1877)
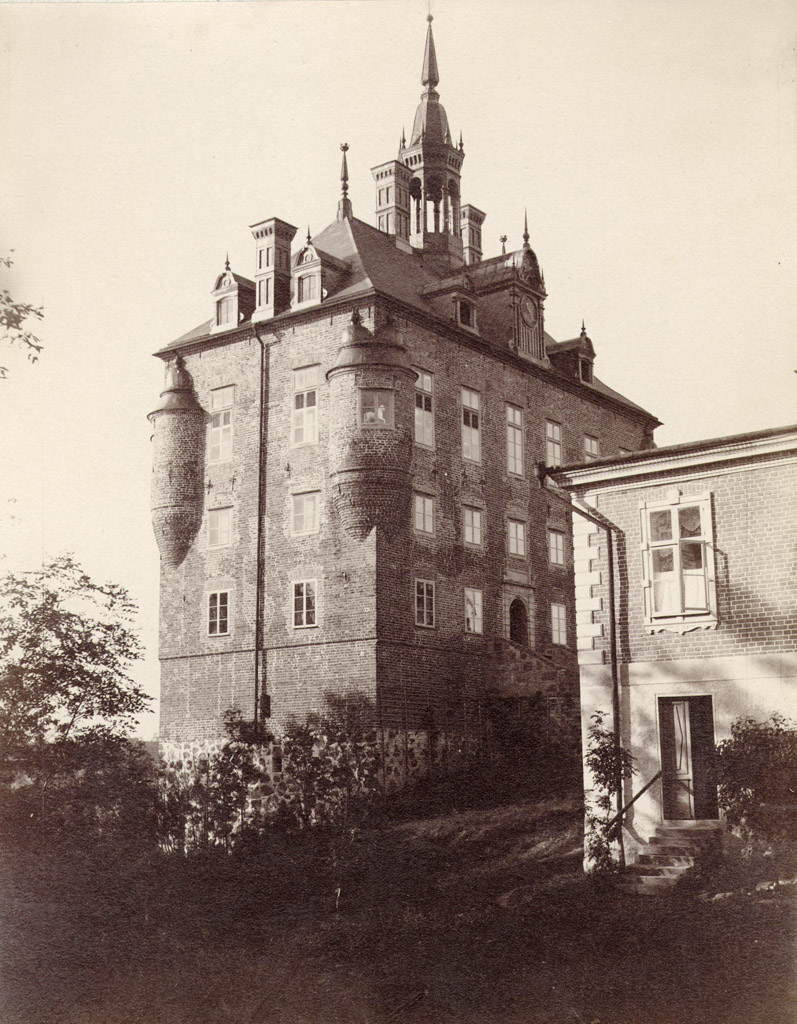
Vista de época del frente del castillo desde la parte este (1881)
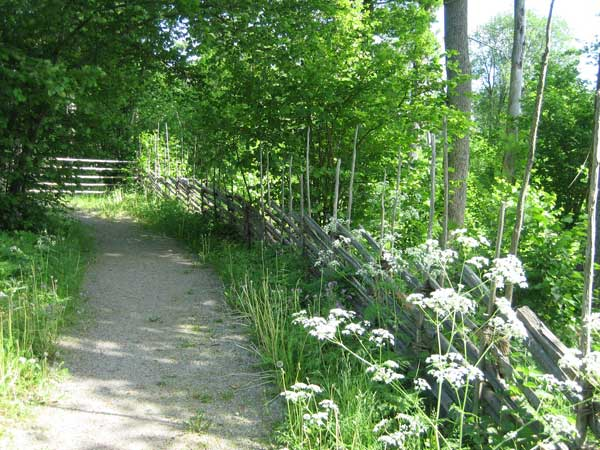
Camino pedestre en el parque del castillo (ca. 2009)